# Istorija Sijera Leonea
Istorija Sijera Leonea počinje kada su prvi stanovnici zaposedali to područje pre oko 2500 godina.
Bantu plemena Mende (u jugoistočnom Sijera Leoneu) i Temne (u severnom Sijera Leoneu) živeli su u svojim plemenskim savezima. Željezo se počelo koristiti u 9. veku, tako da se poljoprivreda počela razvijati od 10. veka duž obala Atlanskog okeana. Guste kišne šume su štitile Sijera Leone od islamskog uticaja, koji je sprovodilo Malijsko carstvo, ali ipak uticaj islama je sve više jačao od 18. veka.
Godine 1462. Portugalac Pedro de Sintra došao je do obala današnje Sijere Leone. Uskoro je na ovom području osnovan veći broj europskih trgovačkih postaja. Godine 1787. britanski filantropi osnovali su naselje Fritaun za oslobođene robove koje je 1808. postalo britanska krunska kolonija. Dana 27. aprila 1961. zemlja je dobila nezavisnost i postala članica Komonvelta. Nakon vojnih udara 1967. i 1968. proglašena je republika.
Između 1991. i 2002. vladao je oružani sukob između Vlade i gerilskog pokreta Revolucionarnog Ujedinjenog Fronta (RUF), u kojem je poginulo preko 50.000 ljudi, glavnina infrastrukture u državi bila je uništena, a preko 2 miliona ljudi bilo je u izbeglištvu (uglavnom u Gvineji, gde je bilo preko milion izbeglica iz Sijera Leonea). Rat je bio obeležen brutalnostima, unakaživanjem civila i trgovinom decom, zbog čega je gerilski vođa Fodaj Sankoh optužen za ratne zločine. Sukob je okončan vojnom intervencijom Ujedinjenog Kraljevstva i Gvineje 2000. Nakon što je 18. januara 2002. predsednik države Ahmad Tejan Kabah službeno je objavio završetak građanskog rata. U Sijera Leoneu je zavladala demokracija.

## Rana istorija
Arheološki nalazi pokazuju da je Sijera Leone bila neprekidno naseljena najmanje 2.500 godina. Ona je naseljavana uzastopnim migracijama ljudi iz drugih delova Afrike. Upotreba gvožđa u Sijera Leoneu je uvedena u 9. veku, a krajem 10. veka priobalska plemena su praktikovala poljoprivredu.
Gusta tropska prašuma Sijera Leonea delimično je izolovala zemlju od ostalih pretkolonijalnih afričkih kultura i od širenja islama. Ovo ju je učinilo utočištem za ljude koji su izbegli potčinjavanje Sahelskim kraljevstvima, nasilju i džihadima.
Evropski kontakti sa Sijera Leoneom bili su među prvima u Zapadnoj Africi. Godine 1462. godine, portugalski istraživač Pedro de Sintra mapirao je brda koja okružuju današnju luku Fritaun, imenujući neobično oblikovanu formaciju Serra Lyoa (Lavičina planina).
U to vreme zemlju su naseljavale brojne politički nezavisne domaće grupe. Govorilo se nekoliko različitih jezika, ali postojala je sličnost religije. U obalskom pojasu prašume obitavali su narodi koji govore bulomski jezik, između ušća Šerbra i Fritauna. Loko jezik se govorio severno od ušća Fritauna do reke Litl Skarsis, Temne jezik na ušću reke Skarsis i Limba jezik dalje od Skarsisa. U brdovitoj savani severno od ovih zemalja nalazila su se plemena Susu i Fulani. Susu su redovno trgovali sa primorskim narodima duž ruta doline reke, donoseći so, odeću koju je tkalo pleme Fulani, gvozdene predmete i zlato.

## Evropski kontakt (15. vek)
Portugalski brodovi su počeli da redovno posećuju u kasnom 15. veku, i neko vreme su održavali utvrđenje na severnoj obali ušća reke Sijera Leone kod Fritauna. Ovo ušće jedna je od najvećih prirodnih dubokovodnih luka na svetu, i jedna od retkih dobrih luka na zapadnoafričkim vetrovitim obalama (od Liberije do Senegala). Ona je ubrzo postala omiljeno odredište evropskih pomorca, kao sklonište i lokacija za obnovu zaliha vode za piće. Neki od portugalskih mornara ostali su za stalno, trgujući i sklapajući brakove sa lokalnim stanovnicima.

### Ropstvo
Ropstvo, i posebno atlantska trgovina robljem, imali su veliki uticaj na ovaj region — društveno, ekonomski i politički — od kasnog 15. do sredine 19. veka.
Od 6. veka u Zapadnoj Africi je postojala unosna trans-saharska trgovina robovima. Na svom vrhuncu (oko 1350. godine), Mali carstvo je okruživalo područje moderne Sijere Leone i Liberije, iako trgovina robovima možda nije značajno prodrla u obalske prašume. Narodi koji su se u ovo doba doselili u Sijera Leone imali bi veći kontakt sa autohtonom trgovinom robovima, bilo da su je praktikovali ili izbegavali.
Kada su Evropljani prvi put prispeli u Sijera Leone, pretpostavlja se da je ropstvo među afričkim narodima na tom području bilo retko. Prema istoričaru Volteru Rodniju, portugalski pomorci su vodili detaljne izveštaje, te je verovatno da bilo zabeleženo da je ropstvo predstavljalo važnu lokalnu instituciju. Spominje se veoma specifična vrsta ropstva u regionu, prema kojoj je:
osoba u nevolji u jednom kraljevstvu mogla je otići u drugo i staviti se pod zaštitu njenog kralja, nakon čega bi postala „rob” tog kralja, obavezna da obezbedi besplatnu radnu snagu i podložna prodaji.
Prema Rodniju, takva osoba bi verovatno zadržala neka prava i imala priliku da vremenom poboljša svoj status.
Evropska kolonizacija Amerike ubrzo je dovela do zahteva za radnom snagom u kolonijama u nastajanju; ovo je navelo Evropljane da traže snabdevanje robova za transport u Ameriku. U početku su evropski robovlasnici započeli racije na priobalna sela kako bi oteli Afrikance i prodali ih u ropstvo. Međutim, ubrzo su uspostavili ekonomske saveze sa lokalnim vođama, jer su mnoge poglavice bile spremne da prodaju Evropljanima članove svog plemena koje su smatrali nepoželjnim. Druge afrički poglavice započinjale su napade na suparnička plemena kako bi zarobljenike tih napada prodali u ropstvo.
Ovo rano ropstvo je u suštini bio izvozni posao. Smatra se da su lokalni Afrikanci koristili robove kao radnike tek kasnije. Možda se to prvo dogodilo pod obalskim poglavicama krajem 18. veka:
Robovlasnici su prvobitno bili belci i stranci, ali krajem osamnaestog veka pojavili su se moćni poglavari trgovine robljem, za koje se govorilo da poseduju veliki broj 'domaćih robova'.
Na primer, u kasnom 18. veku, Vilijam Klivlend, škotski vođa u Africi, imao je veliki „grad robova“ na kopnu nasuprot Banana ostrva, čiji su stanovnici „bili zaposleni u kultivaciji velikih polja pirinča, opisanih kao neka od najvećih u Africi u to vreme“. Postojanje autohtonog grada robova zabeležio je engleski putnik 1823. godine. Poznat na jeziku Fula kao rounde, bio je povezan sa glavnim gradom Sulima Susu, Falabom. Njegovi stanovnici su radili na poljoprivredi.
Rodni je pretpostavio dva načina pomoću kojih bi robovanje za izvoz moglo da izazove razvoj lokalne prakse korišćenja robova za rad:
- Portugalci ne bi kupili sve ratne zarobljenike koji su ponuđeni na prodaju, tako da su njihovi otmičari morali da nađu neku drugu namenu za njih. Rodni veruje da je njihovo pogubljenje bilo retko i da su bivali iskorišćeni za lokalnu radnu snagu.
- Postoji vremenski razmak između trenutka kada je rob zarobljen i trenutka kada je on ili ona prodata. Tako bi često bilo mnoštvo robova koji su čekali prodaju, koji su bivali korišćeni za rad.[10]

## Literatura
- Tratado breve dos Rios de Guine. 1594. by Andre Alvares de Almada; J. Boulegue; P. E. H. Hair
- a. d. r. (1985). „Tratado breve dos Rios de Guiné (1594). By André Álvares de Almada, Translated with notes by J. Boulègue and P. E. H. Hair. Liverpool (Photocopy), 1984”. The Journal of African History. 26 (2–3): 275. doi:10.1017/S002185370003721X.
- Arthur Abraham. Mende Government and Politics under Colonial Rule.. Freetown, 1978.
- Martin Kilson. Political Change in a West African State: A Study of the Modernization Process in Sieera Leone. Cambridge, Massachusetts, U.S.A. ; 1966.
- Christopher Fyfe (2000). A History of Sierra Leone. Oxford University Press. ISBN 978-0-19-821613-1.. London, 1962.
- Kenneth Little (1967). The Mende of Sierra Leone. Routledge.. London, 1967.
- M. McCulloch, The Peoples of Sierra Leone Protectorate. London; n.d., but approximately 1964.
- Walter Rodney (1966). „African Slavery and Other Forms of Social Oppression on the Upper Guinea Coast in the Context of the Atlantic Slave Trade”. The Journal of African History. 7 (3).
- Akintola J.G. Wyse. H. C. Bankole-Bright and Politics in Colonial Sierra Leone, 1919-1958. Cambridge, 1950.
- David Harris, Civil War and Democracy in West Africa: Conflict Resolution, Elections and Justice in Sierra Leone and Liberia, I.B. Tauris, 2012
- „History of Sierra Leone”. HistoryWorld. Приступљено 7. 4. 2019.
- „Flag of Sierra Leone”. Encyclopædia Britannica. Приступљено 22. 9. 2017.
- Michael Siva (зима 2021). „Why did the Black Poor of London not support the Sierra Leone Resettlement Scheme?”. History Matters Journal. 1 (2): 26—36.
- „Freed slaves in Sierra Leone”. The Guardian (на језику: енглески). 2005-08-31. ISSN 0261-3077. Приступљено 2020-09-20.
- Sivapragasam, Michael, "Why Did Black Londoners not join the Sierra Leone Resettlement Scheme 1783–1815?" Unpublished Master's dissertation (London: Open University, 2013), pp. 40–3.
- Thayer, James Steel (1991). A Dissenting View of Creole Culture in Sierra Leone. стр. 215—230.
- Browne-Davies, Nigel (2014). A Precis of Sources relating to genealogical research on the Sierra Leone Krio people.
- Walker, James W (1992). „Chapter Five: Foundation of Sierra Leone”. The Black Loyalists: The Search for a Promised Land in Nova Scotia and Sierra Leone, 1783–1870. Toronto: University of Toronto Press. стр. 94–114. ISBN 978-0-8020-7402-7.
- Taylor, Bankole Kamara (фебруар 2014). Sierra Leone: The Land, Its People and History. New Africa Press. стр. 68. ISBN 9789987160389.
- „Freetown – national capital, Sierra Leone”. Encyclopædia Britannica. Приступљено 7. 11. 2017.
- Kamara, Murtala Mohammed (28. 2. 2011). „Sierra Leone was ripe for Independence: Exclusive interview with Reginald Boltman”. News.sl. Архивирано из оригинала 26. 11. 2013. г. Приступљено 17. 6. 2014.
- Momoh, John (4. 5. 2011). „Sierra Leone: Viewpoint – Celebrating a New Nation!”. allAfrica.com. Приступљено 21. 7. 2022.
- Fyle, Magbaily C. (2006). Historical Dictionary of Sierra Leone. Lanham, Maryland: Scarecrow Press. стр. XVII–XXII. ISBN 978-0-8108-5339-3.
- Howard, Allen (мај 2015). „Freetown and World War II: Strategic Militarization, Accommodation, and Resistance”. Africa and World War II. Cambridge University Press. стр. 183—199. ISBN 978-1-107-05320-5. doi:10.1017/CBO9781107282018.011. Приступљено 15. 7. 2020.
- Howard, Allen (март 2011). „Freetown, Sierra Leone and World War II: Assessing the Impact of the War and the Contributions Made”. Leiden University African Studies Center. Приступљено 15. 7. 2020.
- „History of Sierra Leone Significant Dates”. The Sierra Leone Web. Приступљено 15. 7. 2020.
- Stewart, Andrew (29. 5. 2017). „Malaria: Sierra Leone's Other War”. King's College London Second World War Research Group. Приступљено 15. 7. 2020.
- Hargreaves, J. D. (1956). „The Establishment of the Sierra Leone Protectorate and the Insurrection of 1898”. The Cambridge Historical Journal. 12 (1): 56—80. JSTOR 3021053. doi:10.1017/S1474691300000330.
- Massing, Andrew (1985). „The Mane, the Decline of Mali, and Mandinka Expansion towards the South Windward Coast”. Cahiers d'Études Africaines. 25 (97): 21—55. doi:10.3406/cea.1985.2184.
- Person, Yves (1971). „Review: Ethnic Movements and Acculturation in Upper Guinea since the Fifteenth Century”. African Historical Studies. 4 (3): 669—689. JSTOR 216536. doi:10.2307/216536. Приступљено 16. 7. 2023.
- Rodney, Walter (1967). „A Reconsideration of the Mane Invasions of Sierra Leone.”. The Journal of African History. 8 (2): 219—46. JSTOR 179481. doi:10.1017/S0021853700007039. Приступљено 16. 7. 2023.